# Oligoschema contorta
Oligoschema contorta är en tvåvingeart som först beskrevs av Walker 1856.  Oligoschema contorta ingår i släktet Oligoschema och familjen rovflugor. Inga underarter finns listade i Catalogue of Life.